# Донське козацьке військо
Донське козацьке військо - автономне військове державне формування донських козаків у підданстві Московської держави на Донщині у 1671-1786 роках.

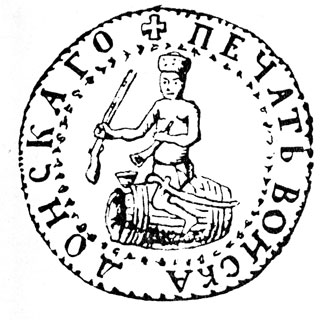
Печатка Донського козачого війська (1704 р.)

Після участі дінських козаків у Селянській війні в Росії 1670 року на чолі зі Степаном Разіним московський цар був вимушений скасувати донську самостійність. У серпні 1671 року Головне Донське військо присягнуло на вірність Московській державі.
Центр - Черкаськ (сучасна станиця Старочеркаська).
Після участі донського війська у Селянській війні 1773-1775 років на стороні Омеляна Пугачова козаки зазнали покарань. 1775 року Донське козацьке військо втрачає автономність й разом зі східною частиною Новоросійської губернії (Бахмутський повіт й Слов’яносербія) стає основою для відтворюваної Азовської губернії. У межах майбутньої Землі Війська Донського створюються 11 розшукових начальств Азовської губернії.
1783 року з західної частини Азовської губернії й з Новоросійської губернії утворено Катеринославське намісництво; східна частина Азовської губернії - Донське козацьке військо, знову стало самостійною одиницею.
22 травня 1786 року утворена Земля Війська Донського з центром у Черкаську.